# Toceno
Toceno – miejscowość i gmina we Włoszech, w regionie Piemont, w prowincji Cusio Ossola. Położona około 130 kilometrów na północny wschód od Turynu i około 25 kilometrów na północ od Verbanii.
Według danych na rok 2004 gminę zamieszkiwało 758 osób, 50,5 os./km².